# Célestin Lagache
Pour les articles homonymes, voir Lagache.
Célestin Lagache est un homme politique français né le 29 août 1809 à Courcelles-Epayelles (Oise) et décédé le 24 janvier 1895.
Sténographe au journal officiel pendant la Monarchie de Juillet, il est élu représentant de l'Oise en 1848. Battu en 1849, il reprend des fonctions de rédacteur-sténographe au Sénat, prenant sa retraite en 1874 au poste du directeur de service. Il revient au Sénat, mais comme sénateur de l'Oise de 1879 à 1888, siégeant au centre-gauche.

## Sources
- « Célestin Lagache », dans Adolphe Robert et Gaston Cougny, Dictionnaire des parlementaires français, Edgar Bourloton, 1889-1891 [détail de l’édition]